# 方解石筏

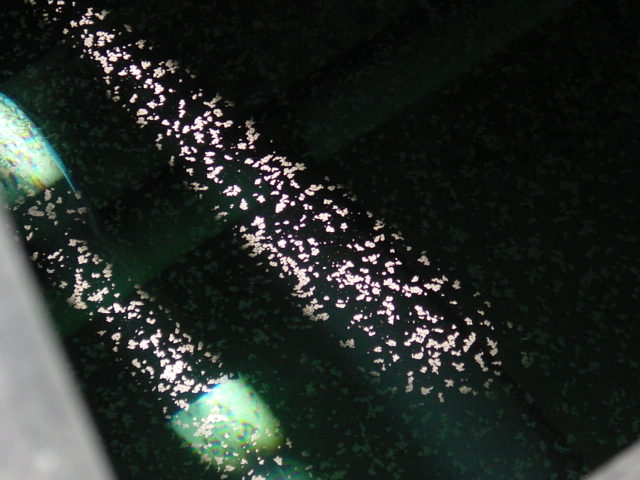
Carpinteria 水庫水面上的方解石筏

方解石筏（英語：calcite rafts）
是指方解石晶體在靜止水體的表面形成的方解石晶體，即使水中的碳酸鈣沒達到飽和度。 晶體相互附著，像是漂浮在白色不透明材料上的筏子。 這些漂浮物被稱為方解石筏或“豹斑”。

### 化學
在水中過飽和的碳酸鈣會沉澱為方解石晶體。 在靜止條件下，即使水體中不具過飽和的碳酸鈣條件時，方解石晶體也會在水面上形成。 這是由於水從表面蒸發，二氧化碳從表面逃逸，而形成一層薄薄的表面水層，其鈣和碳酸根離子的濃度遠高於碳酸鈣的飽和濃度。 因此在這種高度局部化的環境沉澱方解石晶體，晶體相互附著形成白色材料筏狀物。
在掃描電子顯微鏡下，筏的表面有孔，其四周圍形成相互連接的方解石晶體。 孔洞可能是由氣泡或水面上的其他異物引造成的的。 即使方解石每個晶體的比重為 2.7，由於水的表面張力使相互連接的方解石晶體能漂浮在水面上。

### 在洞穴和河流系統内的形成
石灰岩洞穴系統中方解石筏很普遍。 因爲在洞穴中空氣流動很少，水含有大量的鈣離子和碳酸根離子。 在世界各地的石灰岩洞穴中都有方解石筏 。甚至在泉水補給的河流系統中也有形成方解石筏。